# Walter Hahland
Walter Hahland (* 10. August 1901 in Vichtenstein (Oberösterreich); † 22. April 1966 in Mainz) war ein österreichischer Klassischer Archäologe.
Walter Hahland besuchte die Volksschule Viechtenstein und die Gymnasien in Ried im Innkreis und Linz. Von 1915 bis 1922 studierte er an den Universitäten Heidelberg, Kiel und Marburg Klassische Archäologie, Altphilologie und Alte Geschichte. 1928 wurde er bei Paul Jacobsthal in Marburg mit der Arbeit Studien zur attischen Vasenmalerei um 400 v. Chr. promoviert, aus der später das Buch Vasen um Meidias in der Reihe Bilder griechischer Vasen hervorging. 1928/29 war er Inhaber des Reisestipendiums des Deutschen Archäologischen Instituts und konnte damit den Mittelmeerraum bereisen. 1929 bis 1931 nahm er an Ausgrabungen in Athen und Pergamon teil und begann mit einem Katalog der antiken Skulpturen im Museum in Izmir. 1931 bis 1936 war er Kustos der Antikensammlung des Martin von Wagner Museums sowie Assistent am Archäologischen Institut der Universität Würzburg, wo er auch 1933 habilitiert wurde. Zum 1. Dezember 1936 wurde er außerordentlicher Professor für Klassische Archäologie an der Universität Jena, zum 1. Oktober 1941 zum ordentlichen Professor ernannt. In der Position verblieb er bis Ende des Zweiten Weltkrieges, war aber schon seit Herbst 1941 zur Wehrmacht eingezogen. Ihn vertrat der Altphilologe Friedrich Zucker. Bis zu seiner Einberufung hatte er die Vasen der Universitätssammlung für eine Publikation im Corpus Vasorum Antiquorum Deutschland vorbereitet. Zucker bewahrte das Manuskript und die Vasen an getrennten Orten auf, damit im Falle der Zerstörung der Vasen immerhin das Manuskript bleiben würde. Es ist heute verschollen.
Nach der Entlassung aus der Kriegsgefangenschaft kehrte Hahland, der wegen seiner Tätigkeit im NS-Dozentenbund belastet war, nicht mehr nach Jena zurück (Entlassung zum 15. März 1946), sondern zunächst 1945 in seine oberösterreichische Heimat. Hier war er von 1945 bis 1949 als Gärtner tätig. Von 1948 bis 1952 war er Mitarbeiter der Volkshochschule Linz, von 1950 bis 1952 Pressereferent der Arbeitskammer in Linz. Von 1953 bis 1960 war er als Leiter der Presseabteilung der Jenaer Glaswerke Schott & Gen. in Mainz tätig. 1953 wurde er daneben Professor zur Wiederverwendung an der Universität Mainz, 1959 wurde er besoldungsrechtlich als ordentlicher Professor an der Universität Mainz emeritiert.
Hahland galt von seiner Dissertation her als Spezialist für die Spätklassische Vasenmalerei, publizierte später jedoch mehr zur antiken Plastik und Architektur.

## Schriften
- Vasen um Meidias (= Forschungen zur antiken Keramik. Reihe 1: Bilder griechischer Vasen. H. 1). Keller, Berlin 1930 (Reprint: Philipp von Zabern, Mainz 1976).
- Studien zur attischen Vasenmalerei um 400 v. Chr. Hestia, Athen u. a. 1931 (Marburg, Universität, Dissertation vom 24. Januar 1928).
- Die Forschungen Otto Schotts und seine Zusammenarbeit mit Ernst Abbe bis zur Gründung des Jenaer Glaswerks Schott und Gen. in Jena (= Schott-Schriften. Bd. 1, ISSN 0582-0111). Jenaer Glaswerk Schott u. Gen., Mainz 1965.